# غريسيا (كانتون)
غريسيا (بالإسبانية: Grecia)‏ هو الكانتون الثالث من محافظة الأخويلا في كوستاريكا. ويغطي الكانتون مساحة 395.72 كم مربع،
كما يقارب عدد سكانه 69,703 نسمة. وتدعى مدينته الرئيسية بـ غريسيا أيضا. يمتد الكانتون بين تلال وأودية في البقعة الجنوبية الغربية من بركان بواس، وهذه المنطقة مفرقة لوجود سلسلة الجبال المركزية فيها. وتم تأسيس هذا الكانتون تشريعيا في 2 حزيران 1915.

## المقاطعات
يتألف الكانتون من سبع مقاطعات وهي :
1. غريسيا
2. سان إيسيدرو
3. سان خوسيه
4. سان روكيه
5. تاكاريس
6. نهر كوارتو
7. بوينتيه دي بييدرا
8. بوليفار